# Topologija obroča
Za topologijo obroča je značilno, da so vsi odjemalci povezani med seboj (kar tvori krog - obroč). Slaba lastnost take omrežne arhitekture je hitro jasna - izpad določenega odjemalca prekine krog in s tem tok podatkov. Za razliko od zvezdne topologije, ima topologija obroča slabše performanse, kar je logično, če pomislimo, da mora podatek potovati skozi (teoretično) celoten krog odjemalcev.

## Prednosti
- Hitrejši prenos podatkov v primerjavi s topologijo vodila
- Preprostost
- Sistem je konstruiran tako, da onemogoča kolizije

## Slabosti
- Vsak paket mora potovati skozi veliko število odjemalcev
- Pri dodajanju novih vozlov je potrebno prekiniti delovanje omrežja
- Izpad odjemalca pomeni prekinitev delovanja omrežja